# Carter-Finley Stadium
Het Carter-Finley Stadium is een stadion in de Amerikaanse stad Releigh, North Carolina. Het is tevens de thuishaven van voetbalclub NC State Wolfpack van de North Carolina State University. Het stadion werd geopend in 1966 en heeft een capaciteit van 57.583 toeschouwers.

## Geschiedenis
Het stadion is de vervanger van het oude Riddick Stadium, wat gesloten werd in 1965. Het Carter-Finley Stadium droeg eerder de naam "Carter Stadium", ter ere van Harry C. en Wilbert J. Carter. Dit waren twee afgestudeerden van de universiteit. De naam "Finley" werd in 1978 aan de naam toegevoegd, als eerbetoon aan Albert E. Finley.
Aan het begin van het seizoen in 2011 begonnen de plannen voor het moderniseren van het stadion. Er werd een zuidelijke tribune toegevoegd met daarachter het Wendell H. Murphy Center, een verrichtingenfaciliteit. Later in 2004 werden de Vaughn Towers toegevoegd, met skyboxen, clubstoelen en mediafaciliteiten. In 2006 werd een noordelijke tribune toegevoegd voor 5.730 toeschouwers. Ook werden twee videoschermen aan elke kant van de zuidelijke tribune toegevoegd.

## Evenementen
- De Britse zanger Paul McCartney heeft hier op 22 juli 1990 opgetreden als onderdeel van The Paul McCartney World Tour.
- Op 10 mei 1994 gaf Pink Floyd hier een concert als onderdeel van The Division Bell Tour.
- De Ierse band U2 gaf hier samen met de Britse rockband Muse een optreden als onderdeel van de U2 360° Tour. Dit was het eerste evenement in het stadion sinds de modernisatie.[4]

## Galerij

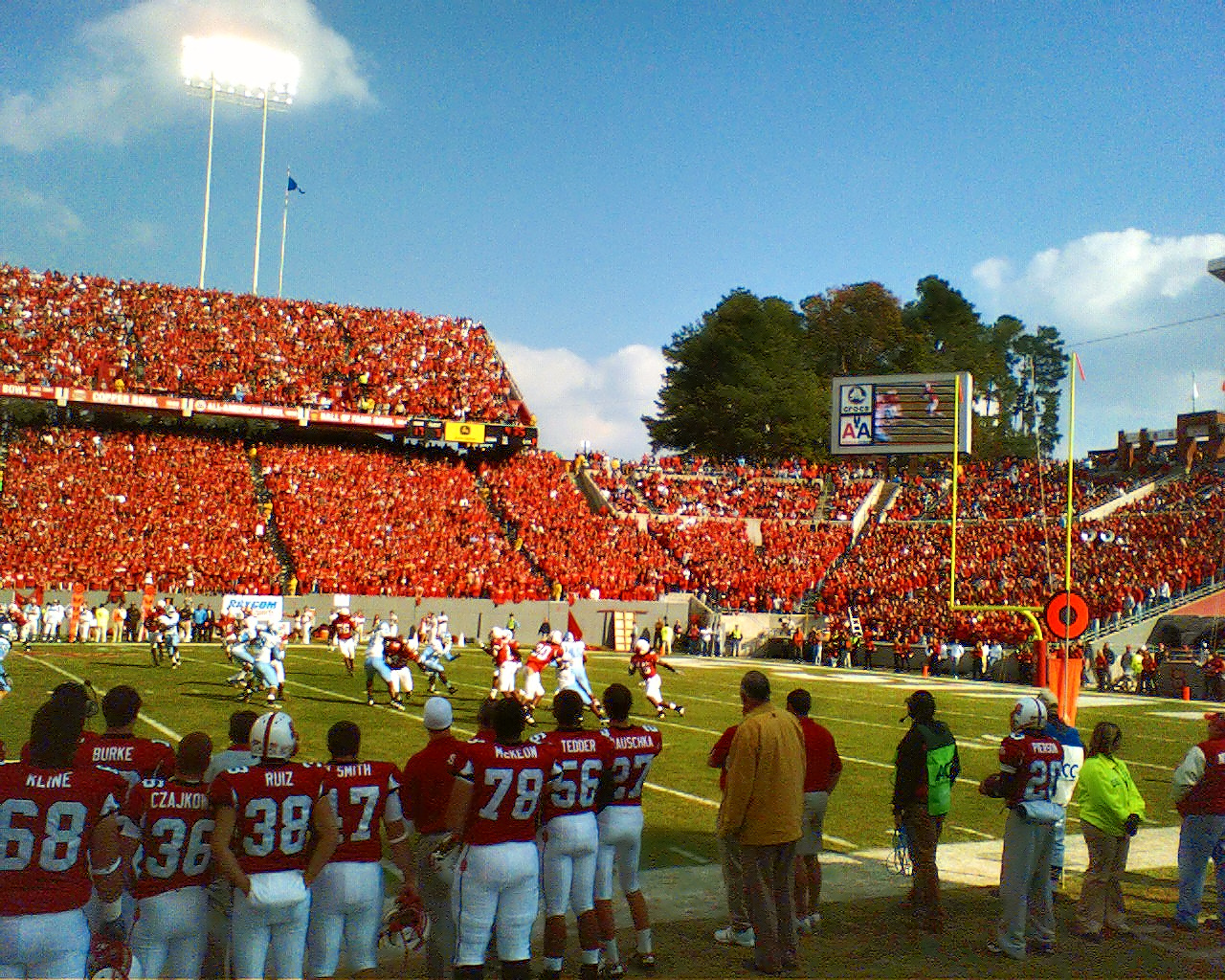
Het stadion gezien vanaf de zijlijn in 2007.
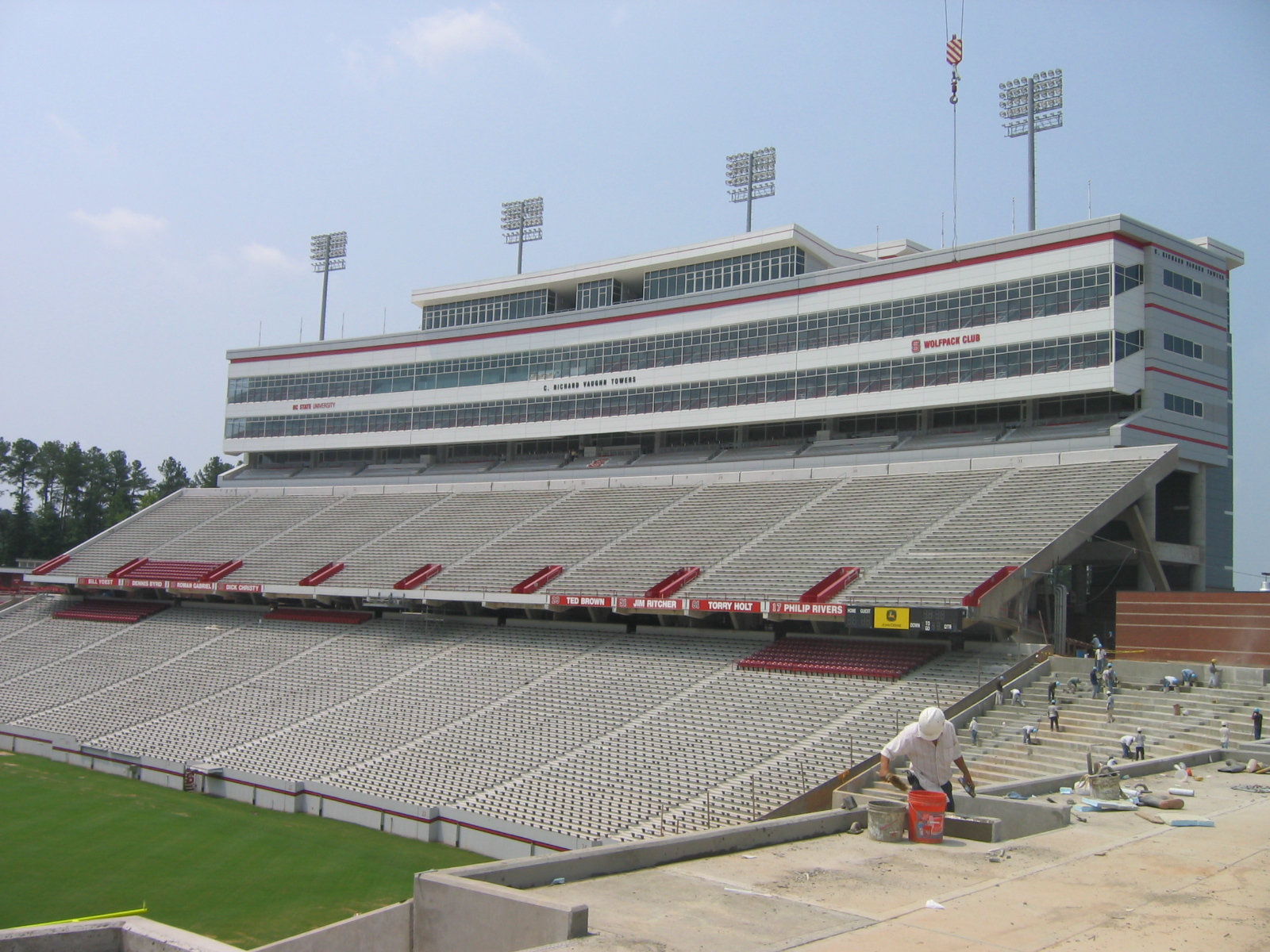
De Vaughn Towers.
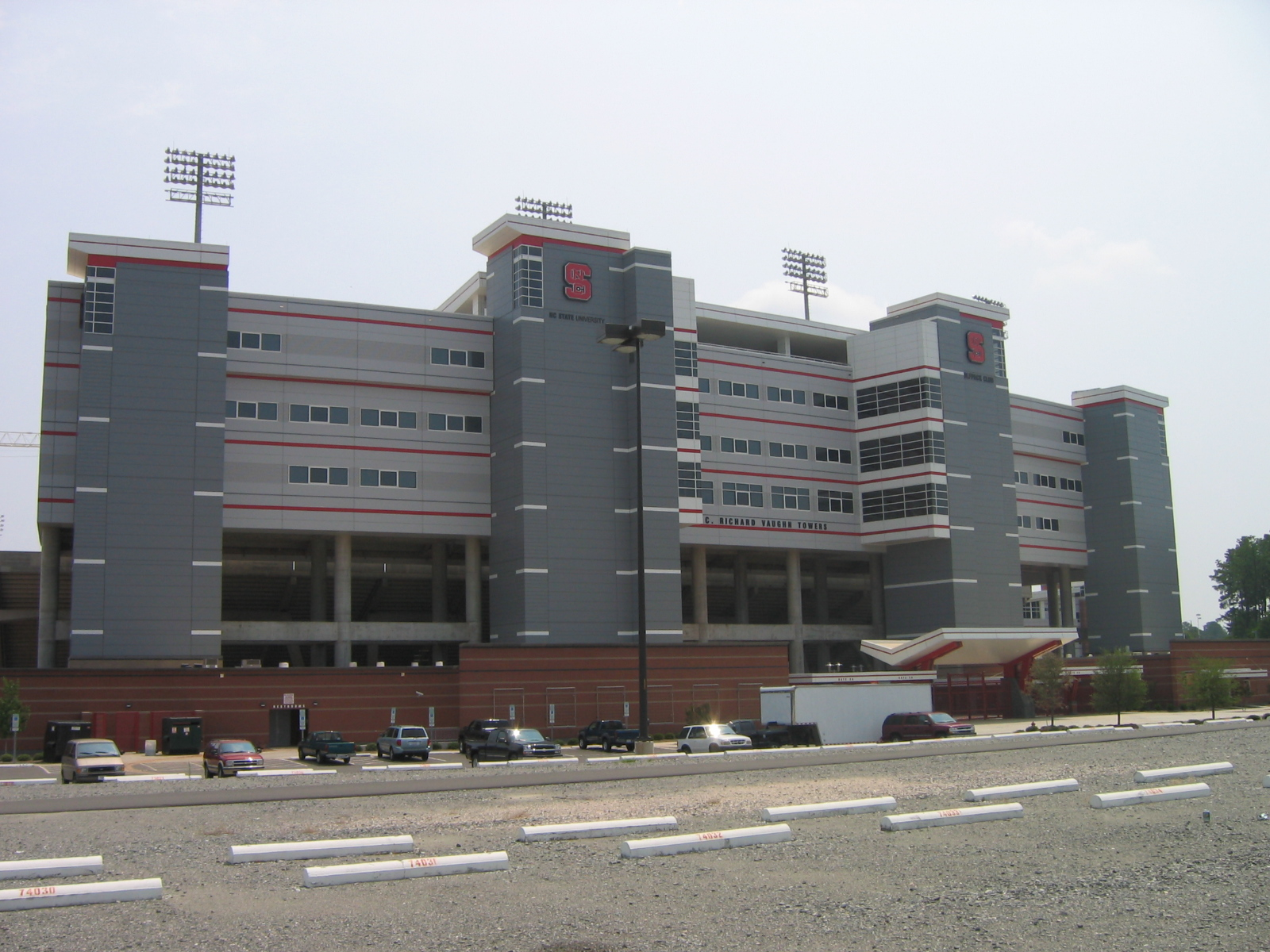
Het stadion gezien vanaf de buitenkant.